# Norba
Norba est une ancienne ville du Latium antique, disparue vers le début du Ier siècle av. J.-C. et dont le site archéologique, qui n'a pas été réoccupé depuis, est célèbre pour son mur d'enceinte construit en appareil polygonal (opus siliceum).

## Localisation
Le site antique se trouve à une soixantaine de kilomètres au sud-est de Rome, à moins de deux kilomètres au nord-ouest de la ville moderne de Norma, dans la province de Latina de la région du Latium, en Italie centrale, ce qui correspond à la région antique du Latium Adiectum ou Latium Novum. La cité antique est établie sur un promontoire rocheux sur les contreforts des monts Lépins, 420 mètres au-dessus de la plaine pontine qui s'étend vers l'ouest en contrebas.

## Histoire

### Antiquité
Selon Tite-Live, la colonie romano-latine de Norba est établie en 492 av. J.-C., afin de protéger la frontière contre les Volsques. La colonie est fondée à l'emplacement d'une localité plus ancienne qui est mentionnée comme membre de la Ligue latine en 499 av. J.-C. Il s'agit d'une des premières et plus importantes colonies établies dans la région pontine. Norba contrôle alors une partie des monts Lépins et de la plaine qui s'étend au pied du promontoire sur lequel elle est construite. La date de fondation de Norba coïncide avec l'abandon progressif de la colonie voisine Valvisciolo sur le Monte Carbolino.
Jusque vers le milieu du IVe siècle av. J.-C., Norba semble être restée loyale envers Rome mais elle est prise en 341 av. J.-C. par les Volsques de Privernum. Ces derniers pillent de nouveau son territoire en 330 av. J.-C.. La colonie est alliée aux Romains lors de la deuxième guerre punique et sert en 199 av. J.-C. de lieu de détention pour les otages carthaginois. La construction des fortifications est difficile à dater mais est généralement située entre le milieu du IVe et le début du IIIe siècle av. J.-C., peut-être peu après l'invasion gauloise, quand les Romains réorganisent la région pontine et que la densité de la population augmente à mesure que la zone d'influence de Rome s'agrandit. Norba devient alors une citadelle chargée de surveiller la plaine pontine. Lors de sa fondation, la position de la ville sur un promontoire inexpugnable a dû paraître suffisante pour la défendre. En 383 av. J.-C., des terres situées au nord de la plaine, autour de Norba, sont distribuées aux plébéiens. De nouvelles distributions ont lieu lors de la création de la tribu pomptina en 358 av. J.-C..
Durant la seconde guerre civile entre Marius et Sylla, les habitants de Norba se rangent du côté de Marius. La ville est assiégée par Sylla à la fin de l'année 82 av. J.-C., après que ce dernier se soit emparé de Préneste. Une trahison interne met fin au siège et certains habitants se suicident, mais les autres habitants referment les portes et incendient la ville. Après la destruction de la ville, il n'en est plus fait mention dans les textes antiques, excepté Pline l'Ancien qui la cite parmi les villes célèbres du Latium ayant disparu,.

### Fouilles archéologiques
Dès le XVIIe siècle, le site de Norba est réputé pour ses murs en appareil polygonal mais les premières véritables fouilles débutent à partir de 1901, jusqu'en 1904, sous la direction de L. Savignoni et R. Mengarelli,. Les fouilles sont reprises dans les années 1950 sous la direction de Schmiedt et Castagnoli avec notamment l'établissement de photographies aériennes permettant une première reconstitution de la ville antique. Depuis la fin des années 1980, les recherches sur le site se poursuivent, notamment par Lorenzo Quilici et Stefania Quilici Gigli qui se sont penchés sur le plan de la ville, les fortifications, les vestiges des bains et de la route reliant Norba à la plaine pontine. Depuis 2000, les travaux des archéologues se concentrent sur les études topographiques, le système d'approvisionnement en eau, les sanctuaires et la mise au jour des rues et notamment de deux maisons situées au sud-est de la ville.

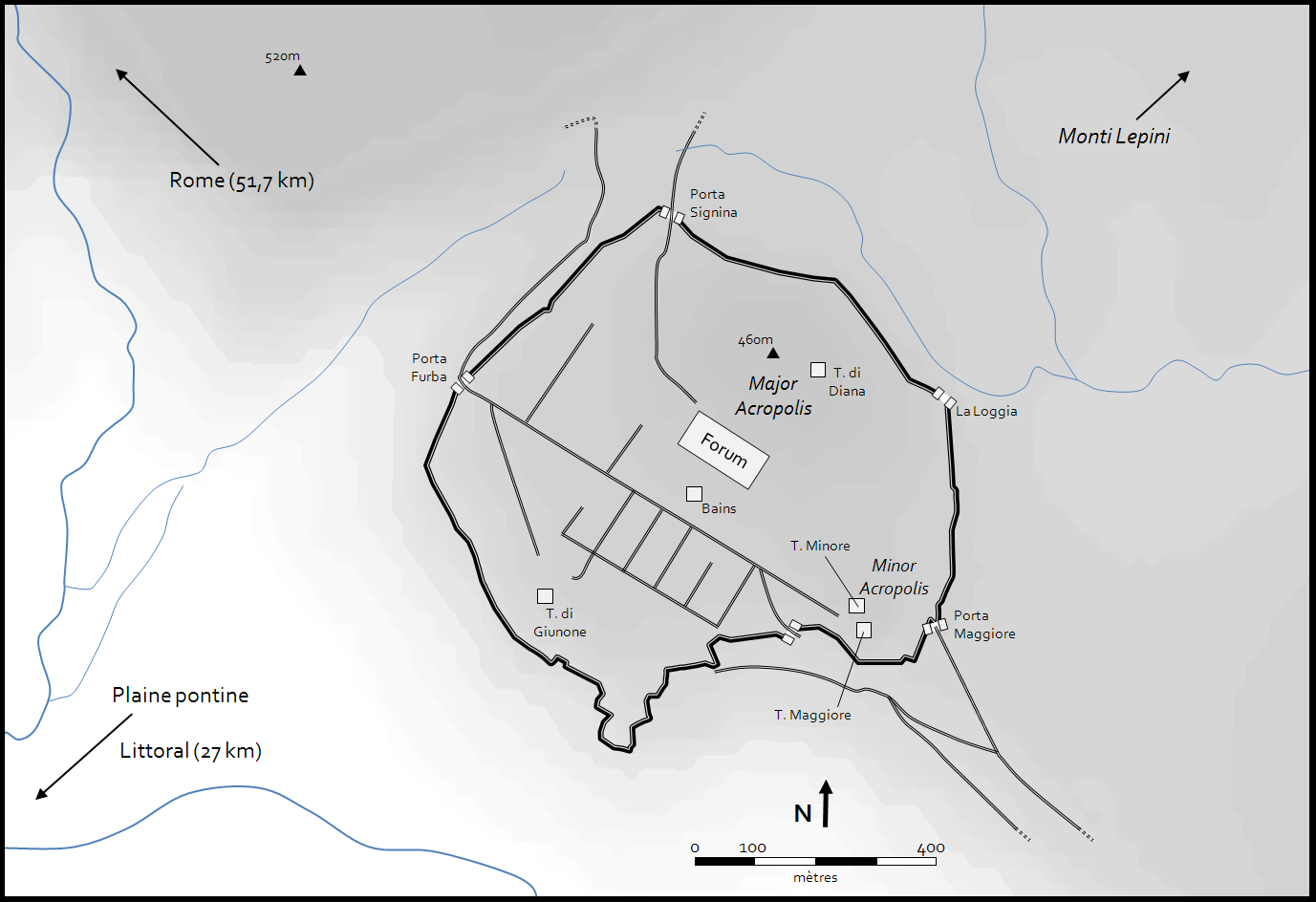
Plan du site archéologique de Norba.

## Le site
La ville est dominée au centre par un grand promontoire qui culmine à 460 mètres d'altitude, le major acropolis, sur lequel se dresse un temple attribué à Diane (tempio di Diana) et de nombreux autres monuments votifs. L'identification du temple de Diane est basée sur une inscription dédicatoire découverte sur un bassin en céramique et datée du IIe siècle av. J.-C. Sur un autre promontoire situé au sud-est du premier, plus petit et baptisé minor acropolis, se trouvent deux temples, le tempio maggiore et le tempio minore. Un autre temple, identifié comme dédié à Junon, le tempio di Giunone, se trouve au sud-ouest de la ville, près du mur d'enceinte. Le centre de la ville est occupé par un forum dont on devine encore la grande esplanade rectangulaire. Sur le côté sud, des vestiges ont été identifiés à un complexe thermal. Le système d'approvisionnement en eau consiste en une série de citernes dont les plus larges sont destinées à un usage public et les plus petites à un usage privé.

### Le mur d'enceinte
L'enceinte de Norba mesure plus de 2,5 kilomètres de long et protège une superficie de près de 38 hectares. Des sections du mur encore bien préservées atteignent par endroits 12 mètres de hauteur. Les murs sont construits en appareil polygonal. Il s'agit d'un des meilleurs exemples de ce type de construction de l'époque médio-républicaine. Le niveau du sol est plus élevé à l'intérieur de l'enceinte qu'à l'extérieur, comme pour les murs d'une terrasse. À l'origine, l'enceinte est percée de quatre portes (la Porta Furba reliée à la Porta Maggiore et la Porta Ninfina reliée à la Porta Signina) auxquelles s'ajoutent des poternes placées dans les endroits sensibles.
Deux tours de l'enceinte ont survécu, une au niveau de la Porta Maggiore et une autre au niveau de la poterne baptisée La Loggia. Ces deux tours permettent de renforcer le côté oriental de l'enceinte qui est le plus exposé à une attaque. La tour de la Porta Maggiore est un imposant bastion semi-circulaire de 13 mètres de haut aujourd'hui, donc probablement plus haut à l'époque. Non loin, une poterne permet d'accéder au minor acropolis via un tunnel. Aujourd'hui, l'ouverture de 90 cm de large sur 2,3 m de haut donne toujours accès au tunnel mais celui-ci est bloqué au bout de 10 mètres.

### Les routes
Norba est construite le long de la via Pedemontana qui longe le massif des monts Lépins par le sud. Cette route permet de relier le mont Albain à la partie sud de la plaine pontine et à la Campanie. La via Pedemontana ne passe pas exactement par Norba, les deux étant en fait reliées par une route annexe. Deux autres routes sont construites dans la région au cours du Ve siècle av. J.-C. La première permet de relier Norba à Cora tandis que la deuxième, baptisée via Setina ou strada consolare permet de relier Norba à Velitrae et à Setia. Au cours du IVe siècle av. J.-C., la via Pedemontana est renforcée par un revêtement en appareil polygonal. Un peu plus tard, en 312, la via Appia est achevée et son tracé rectiligne passe non loin au sud de Norba. Cette dernière est reliée à la via par une nouvelle route construite au cours du IIIe siècle av. J.-C.